# 1995年库页岛地震
1995年库页岛地震发生于1995年5月27日13时03分52秒。震中位于俄罗斯库页岛北部，震源深度11.0千米，地震规模为Mw 7.1级、Ms 7.6级。本次地震造成了至少2100人死亡，750人受伤，初步估计损失高达3260亿卢布。

## 地震概要
本次地震的震源域长度约35千米，偏离位移量3.8米，最大偏差约8.1m，是一次走滑断层事件。另外，在本次地震断层的北端附近形成了四条副断层。美国地质勘探局（USGS）认为，本次地震的规模为Mw 7.1级，震源深度约11千米，最大烈度达到了9度（IX）。而S·阿列费耶夫等人认为，本次地震的规模可能达到了Ms 7.6级。

## 伤亡及财产损失
在营救初期，营救工作受到了大雾的阻碍。在地震发生不到三天的时间里，就已经发现超过300人死亡，其中包括11名儿童。另有超过2500人下落不明。事实上，本次地震共造成了至少2100人死亡，750人受伤，初步估计损失高达3260亿卢布。这也意味着，居住在震中附近的3200名居民中有四分之三不幸遇难，生存者仅800名左右。而这些生存者很多都是居住在倒塌的高层公寓中的。

## 纪念活动
地震发生后，俄罗斯联邦政府宣布1995年5月31日为全国哀悼日。位于震中附近的俄罗斯远东联邦管区萨哈林州的首府南萨哈林斯克，建立了一座1995年库页岛地震纪念碑，以此来悼念逝者。